# Toine van Renterghem
Antoine „Toine” François Mathieu van Renterghem (ur. 17 kwietnia 1885 w Goes, zm. 1 marca 1967) – holenderski piłkarz grający na pozycji napastnika. W swojej karierze rozegrał 3 mecze w reprezentacji Holandii.

## Kariera klubowa
W swojej karierze piłkarskiej van Renterghem grał w klubie HBS Craeyenhout. W sezonie 1905/1906 wywalczył z nim mistrzostwo Holandii.

## Kariera reprezentacyjna
W reprezentacji Holandii van Renterghem zadebiutował 13 maja 1906 roku w przegranym 2:3 meczu Rotterdamsch Nieuwsblad Beker z Belgią, rozegranym w Rotterdamie. W 1908 roku był w kadrze Holandii na igrzyska olimpijskie w Londynie. Na tych igrzyskach zdobył brązowy medal. Od 1906 do 1907 roku rozegrał w kadrze narodowej 3 mecze.